# Roccavignale
Roccavignale (ligur nyelven Ròcavignâ) település Olaszországban, Liguria régióban, Savona megyében. Lakosainak száma 747 fő (2023. január 1.). Roccavignale Castelnuovo di Ceva, Cengio, Millesimo, Montezemolo és Murialdo községekkel határos.

## Népesség
A település lakossága az elmúlt években az alábbi módon változott:
| Lakosok száma | 760  | 766  | 747  |
|               | 2017 | 2018 | 2023 |